# Estereotipo de género

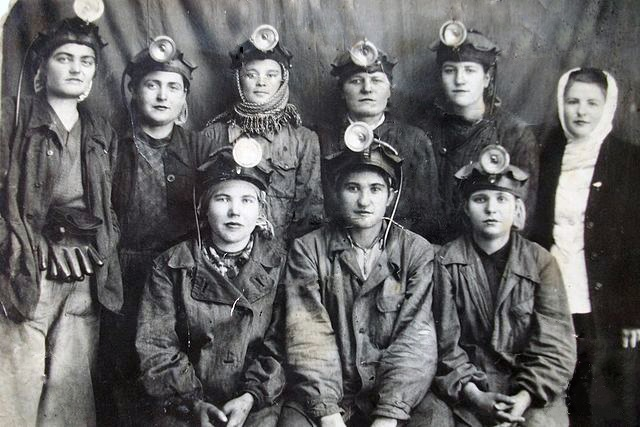
Mujeres mineras en Kirguistán

Los estereotipos de género son el conjunto de ideas estereotipadas utilizadas para explicar el comportamiento tanto de los hombres como las mujeres, cómo deben comportarse y los papeles que deben desempeñar en el trabajo, la familia y el espacio público, además de cómo deben relacionarse entre sí. El estereotipo es una idea generalizada basada en suposiciones de cómo es o debe ser una persona a partir de características como su sexo biológico, su orientación sexual o su identidad o expresión de género.
Cada cultura elabora sus propios estereotipos de género que dependen de los roles en los marcos sociales en los que se construyen; sin embargo, numerosos estudios han encontrado elementos en común universales. Los estereotipos de género se incorporan a través del aprendizaje en la socialización y no existe justificación racional; sin embargo, influyen en actitudes y conductas; por ello son utilizados con frecuencia en la mercadotecnia, la publicidad, el cine y los medios de comunicación. Las concepciones de género al ser estereotipadas cumplen la función, entre otras, de completar la información cuando ésta es ambigua con respecto a determinado grupo social. Se pueden clasificar en positivos, negativos y neutros.
Cualquier estereotipo, sin importar sus características, es irracional y podría suponer consecuencias negativas para los afectados. Los estereotipos de género definen el rol de una persona en función de su sexo y, con ello, están estableciendo las metas y expectativas sociales tanto del hombre como de la mujer. De este modo se marcan una evolución y desarrollo diferentes desde la infancia que podrían dar lugar a situaciones de desigualdad y de discriminación.

## Estereotipos
Estereotipar ayuda a simplificar el entendimiento y organizar y categorizar la información; sin embargo, resulta problemático cuando opera para marcar, para ignorar habilidades y circunstancias de las personas que puedan traducirse en la restricción o negación de los derechos fundamentales, por un lado, y en la jerarquización entre grupos sociales, por el otro. Asimismo los estereotipos basados en las relaciones de género contribuyen en la construcción simbólica de roles y atributos de las personas a partir del sexo asignado al nacer estableciendo así una jerarquía entre ellos.

### Estereotipo masculino
Se construye con la imagen referente al dominio, agresión y realización. 
Imagen del que por obligación  debe salir a trabajar y ganar dinero para mantener a su mujer e hijos, dentro del ámbito laboral están encasillados en la realización de los trabajos más costosos y peligrosos, minería, construcción, pesca, etc. 
Tienen asignado el lugar en la batalla, son los hombres los que son llamados a filas en tiempos de guerra, mientras las mujeres quedan en casa cuidando de los hijos.
Los términos frecuentemente utilizados para la descripción de masculinidad son: independientes, muestran una fortaleza emocional, son rudos, aguantan el dolor, competitivo, experimentado, fuerte, activo, seguro de sí mismo, tienen un carácter duro.

### Estereotipo femenino
Los términos que suelen usarse para describir la feminidad son: dependiente, emocional, pasiva, sensible, tranquila, débil, insinuante, suave, tierna, sexualmente sumisa y complaciente.
Relaciona a las mujeres con el cuidado, la dependencia y la afiliación. Sobre la base del estereotipo de que las mujeres son más protectoras, las responsabilidades del cuidado de los hijos suelen recaer sobre ellas de manera casi exclusiva.
En el ámbito del trabajo, Incide en su acceso, trayectoria y liderazgo. Asimismo,  los estereotipos femeninos establecen la falsa creencia de que las mujeres hacen mejor trabajos minuciosos y rutinarios con las manos, que una mujer no tiene la misma autoridad para dirigir a un equipo de trabajo, que los hombres están más capacitados para llevar la dirección porque son más racionales, que tienen menor absentismo laboral, que las mujeres temen ocupar espacios de poder, que la maternidad impide a las mujeres centrarse en su trabajo, etc.

#### Estereotipo femenino y discapacidad
En cuanto a las mujeres con discapacidad, socialmente suelen no ser percibidas dentro de los roles tradicionales de género, ya sea como buenas madres, esposas, ni como deseables sexualmente. Desde los movimientos feministas existen resistencias a incluir las luchas concretas de las mujeres con discapacidad respecto a su visibilización en los estereotipos de género. En este aspecto, las mujeres con discapacidad no reivindican los modelos vigentes sino que plantean transversalizar su perspectiva y ser tomadas como sujetas femeninas. Por ejemplo, desde los movimientos de mujeres se problematiza que el rol de cuidadoras no es único ni excluyente del ser mujer, mientras que desde los movimientos de mujeres con discapacidad se lucha por incorporarlas a esta estereotipo femenino.

## Dimensiones

### En política
Tiene el fin de explicar el impacto del género en las competencias temáticas, los roles adoptados y los rasgos de personalidad presentados por los candidatos en sus campañas electorales. Un segmento amplio de las investigaciones sobre comunicación política, a lo largo de los últimos 30 años se ha centrado precisamente en el impacto del género en el desarrollo de una campaña electoral.

### En derecho
Naciones Unidas recuerda que el derecho internacional de los derechos humanos asigna a los Estados la obligación de eliminar la discriminación contra hombres y mujeres en todos los ámbitos de la vida. Esta obligación exige que los Estados adopten medidas para abordar los estereotipos de género, tanto en la esfera pública como en la privada, así como para evitar la utilización de dichos estereotipos.
La Convención sobre la eliminación de todas las formas de discriminación contra la mujer (CEDAW), establece en su artículo 5 que “los Estados Partes tomarán todas las medidas apropiadas para modificar los patrones socioculturales de conducta de hombres y mujeres, con miras a alcanzar la eliminación de los prejuicios y las prácticas consuetudinarias y de cualquier otra índole que estén basados en la idea de la inferioridad o superioridad de cualquiera de los sexos o en funciones estereotipadas de hombres y mujeres”. 
En otros tratados de derechos humanos también se exige que los Estados Partes se enfrenten a los estereotipos nocivos y a su utilización. En la Convención sobre los derechos de las personas con discapacidad el 8 (1) (b), compromete a los Estados a luchar contra los estereotipos, los prejuicios y las prácticas nocivas respecto de las personas con discapacidad, incluidos los que combinan el género y la discapacidad.
Rebecca Cook, académica de la Universidad de Toronto, distingue dos categorías en el marco legal:
- Estereotipos por el comportamiento sexual de hombres y mujeres que llevan a la consideración de que la mujer es propiedad del hombre. Como resultado de ello, denuncia la Oficina del Alto Comisionado de Naciones Unidas para los Derechos Humanos, en la aplicación de sentencias judiciales, por ejemplo la consecuencia de la falta de penalización de la violación marital, basada en el concepto social de que la mujer es la propiedad sexual del hombre.[6]
- Estereotipos marcados por los roles sociales de hombres y mujeres. El más común y extendido es el que considera que "el hombre debe ser el proveedor y la mujer debe ser la encargada del cuidado de los hijos y del hogar," independientemente de cuál sea la voluntad de la pareja, o que "las mujeres deben ser madres"

### En publicidad
La publicidad participa en la construcción estereotipada de los roles de hombres y mujeres; lo que tiene claras implicaciones sociales relacionadas con la inequidad de género, evidenciado, por ejemplo, en las ideas que se tienen sobre el deber ser y actuar de hombres y mujeres.

“Los estereotipos de género tienen como una de sus funciones la construcción de explicaciones a hechos sociales, como, por ejemplo, que existan pocas mujeres en cargos de poder, ya que están más capacitadas para desempeñarse en las labores del hogar y en el cuidado de los hijos; explicaciones que justifican el orden social y las desigualdades de género.”

Luengas y Velandia-Morales (2012) señalan que, en la promoción de nuevos productos, “existe una mayor tendencia (79% de los casos) al uso de una representación femenina en la promoción de productos para el cuerpo y de uso domestico (baño, cocina, etc.), sin tener una representación significativa en categorías como deportes, política, tecnología; mientras que en la publicidad de categorías como productos financieros y empresariales, automóviles y telecomunicaciones los porcentajes de aparición de mujeres está por debajo del 15% en contraste”.
En el caso de los roles y estereotipos del sexo femenino que existen en la publicidad, “Las mujeres representadas son en su mayoría jóvenes, incluyendo en esta definición adolescentes, post-adolescentes y adultas jóvenes, es decir mujeres de menos de 40 años (...) las mujeres protagonistas de los avisos representan a mujeres de raza blanca, de una clase social que podría definirse como media en función de atributos como indumentaria, tipo de hogar representado, y actividades que se realizan en las escenas (...) la adjunción de características específicas del “ser mujer”, incluyendo la frivolidad y la emocionalidad, se manifiesta en avisos que muestran a las mujeres siempre en el rol de consumidoras −de ciertos rubros en detrimento de otros−, es solidaria de la división sexual del trabajo −generalmente se las ignora en sus roles productivos− y complementaria de la “naturalización de la responsabilidad de la limpieza del hogar, la cocina y crianza de hijos/as”.
Al paso del tiempo, en la industria de la publicidad, aparecen nuevos estereotipos; describen a una mujer como trabajadora incansable, la de madre soltera y la de la joven que comparte casa con su pareja. También comentan la aparición de la imagen de la mujer desempeñando profesiones antes reservadas sólo al hombre.
Contrasta el porcentaje relativamente escaso de anuncios sexistas en la radio con un porcentaje mucho más elevado en la televisión. En cuanto a roles, las mujeres son representadas mayoritariamente en situaciones donde ejecutan papeles tradicionalmente femeninos (madre, ama de casa) caracterizados por la dependencia y el cuidado de otros (hijos, esposo) o en situaciones que las limitan a ser un objeto sexual…las representaciones masculinas son más asociadas a productos de tecnología, automóviles; en roles de liderazgo, independencia, inteligencia, trabajo fuera del hogar desempeñándose en un rol profesional.

## Género, lenguaje y sexismos
El lenguaje puede ser considerado el agente de mayor incidencia ya que es el que atraviesa a todos los sujetos e instituciones haciendo circular valores y pautas que no siempre son explícitos y que contribuyen a reforzar los mensajes estereotipantes y discriminadores.
Un ejemplo paradigmático del lenguaje es el uso del genérico masculino utilizado para designar grupos mixtos conformados por hombres y mujeres. En ese sentido el uso del genérico masculino oculta, desdibuja e invisibiliza la existencia, aportaciones y protagonismo de los otros géneros. Las diferentes formas de lenguaje inclusivo buscan abordar estas problemáticas.

## Estereotipos de género en sentencias judiciales

### México
En México uno de los casos paradigmáticos sobre prácticas gubernamentales discriminatorias relacionadas con la justicia es la sentencia González y otras (“Campo Algodonero”) vs. México,  por el cual el Estado mexicano fue condenado, en noviembre de 2009, por la Corte Interamericana de Derechos Humanos que consideró que las autoridades policiales de Chihuahua actuaron partiendo de estereotipos de género que reflejan criterios de subordinación de las mujeres y una “cultura de discriminación”. La CIDH afirma que, al momento de investigar las desapariciones, los funcionarios públicos mencionaron que las víctimas eran “voladas” o que “se fueron con el novio”, pretendiendo justificar así la inacción estatal que concluyó con los posteriores homicidios de las jóvenes. Esta falta de diligencia estricta frente a las denuncias, a juicio de la CNDH, constituyó una discriminación en el acceso a la justicia, además de que la impunidad de los delitos cometidos “envía el mensaje de que la violencia contra la mujer es tolerada, lo que favorece su perpetuación”.